# Белушень
Белушень, Белушені (рум. Bălușeni) — село у повіті Ботошані в Румунії. Адміністративний центр комуни Белушень.
Село розташоване на відстані 363 км на північ від Бухареста, 12 км на південний схід від Ботошань, 82 км на північний захід від Ясс.

## Населення
За даними перепису населення 2002 року у селі проживали 1400 осіб, усі — румуни. Усі жителі села рідною мовою назвали румунську.